# Friedhelm Pedde

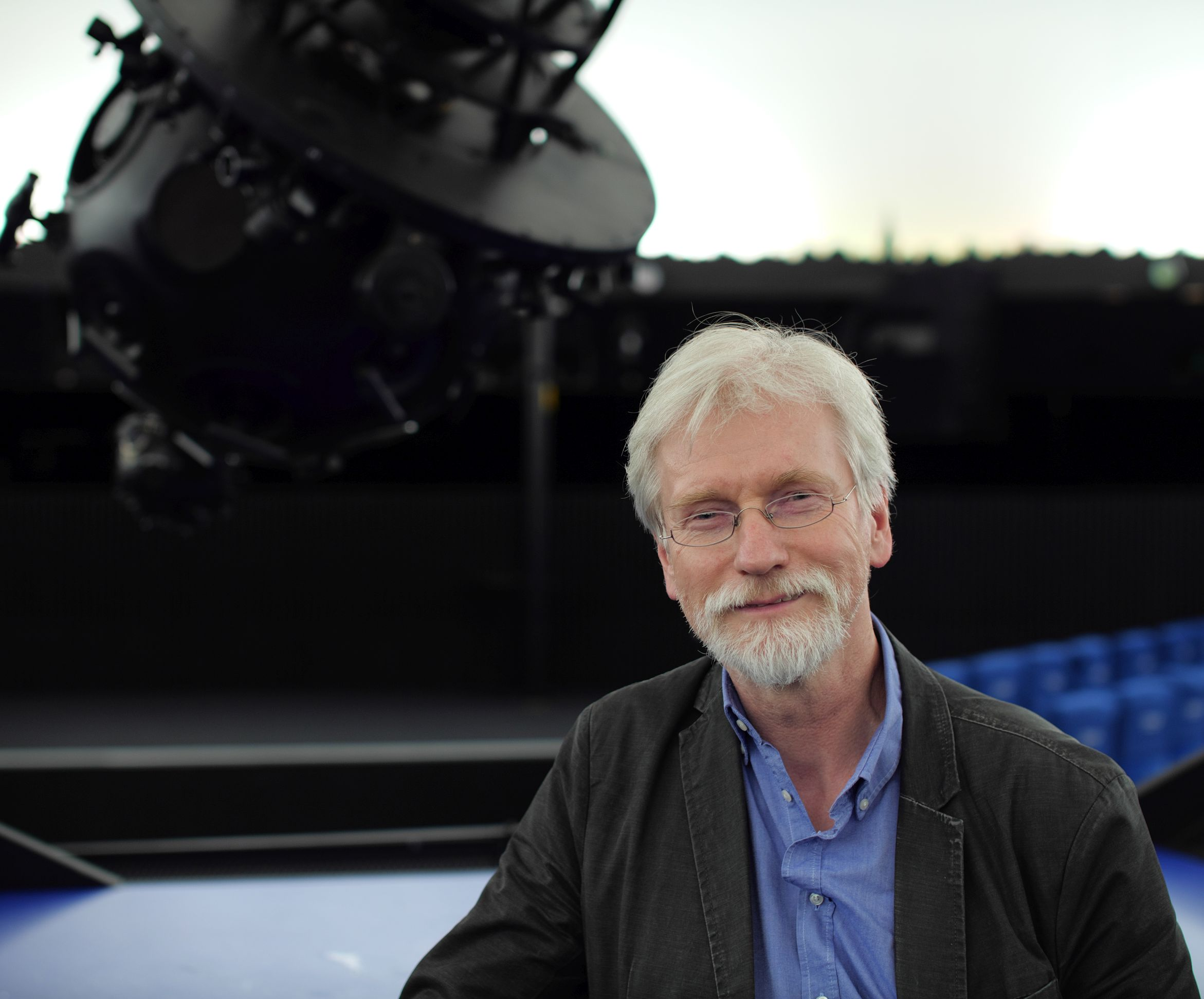
Friedhelm Pedde vor dem Planetariumsprojektor der Wilhelm-Foerster-Sternwarte in Berlin (2023)

Friedhelm Pedde (* 1953 in Schwerte) ist ein deutscher Vorderasiatischer Archäologe. Er ist der Koordinator des Assur-Projekts in Berlin.

## Leben
Friedhelm Pedde war Verwaltungsangestellter an der Stadtverwaltung Schwerte und holte über den Zweiten Bildungsweg in Dortmund sein Abitur nach. Er studierte zunächst in Münster und danach an der Freien Universität Berlin Vorderasiatische Archäologie, Indische Kunstgeschichte und Iranistik. Das Thema seiner Magisterarbeit war „Keramik aus Nord-Belutschistan“. Promoviert wurde er in Berlin bei Hans J. Nissen mit dem Thema Vorderasiatische Fibeln. Von der Levante bis Iran.
Von 1987 bis 1997 arbeitete Pedde als Referent und Freier Mitarbeiter am Deutschen Archäologischen Institut, Abteilung Bagdad, in Berlin für das Uruk-Projekt. Seit 1997 koordiniert er das „Assur-Projekt“ der Deutschen Orient-Gesellschaft und des Vorderasiatischen Museums in Berlin. Zwischenzeitlich war er von 2011 bis 2012 Associate Curator am Metropolitan Museum in New York, Department Ancient Near East.
Peddes wissenschaftliche Schwerpunkte liegen auf der Aufarbeitung und Publikation alter Ausgrabungen, insbesondere die irakischen Fundorte Uruk/Warka und Assur betreffend. Hier widmet er sich vor allem der Architektur, Metallobjekten und Bestattungen.
Des Weiteren hat er die archäologischen Aspekte im Werk von Karl May untersucht und beschäftigt sich mit historischen Themen, Kulturgeschichte sowie Astronomie. Seit 2021 ist er Zweiter Vorstandsvorsitzender des Vereins der Wilhelm-Foerster-Sternwarte in Berlin-Schöneberg.
Pedde ist seit 1988 mit der Kunsthistorikerin Brigitte Pedde, geborene Wolfmüller, verheiratet.

## Schriften (Monographien)
- mit Margarethe van Ess: Uruk. Die Kleinfunde II. Ausgrabungen Uruk-Warka Endberichte 7, Mainz, 1992, ISBN 3-8053-1223-7
- Keramik aus Nord-Belutschistan: Die Sammlungen Noetling und Henckmann im Museum für Indische Kunst, Staatliche Museen zu Berlin, Preußischer Kulturbesitz, Materialien zur Iranischen Archäologie, Band 1, Berlin 1993, ISBN 3-496-00440-1
- mit Rainer Michael Boehmer und Beate Salje: Uruk. Die Gräber. Ausgrabungen Uruk-Warka Endberichte 10, Mainz 1995, ISBN 3-8053-1590-2
- mit Marlies Heinz und Bernd Müller-Neuhof: Uruk. Die Kleinfunde IV. Metall- und Steinobjekte im Vorderasiatischen Museum zu Berlin. Ausgrabungen in Uruk-Warka Endberichte 21, Mainz, 2000, ISBN 3-8053-1899-5
- Vorderasiatische Fibeln. Von der Levante bis Iran, Abhandlungen der Deutschen Orient-Gesellschaft, Band 24, Saarbrücken, 2000, ISBN 3-930843-57-9
- mit Steven Lundström: Der Alte Palast in Assur, in: Wissenschaftliche Veröffentlichungen der Deutschen Orient-Gesellschaft 120, Wiesbaden, 2008, ISBN 978-3-447-05727-1
- Die Gräber und Grüfte in Assur II: Die mittelassyrische Zeit, WVDOG 144, Wiesbaden, 2015, ISBN 978-3-447-10493-7
- Die Familie Pedde. 200 Jahre Geschichte, Selbstverlag, Berlin, 2017

### Als Herausgeber
- mit Nathanael Shelley: Assyromania and More. In Memory of Samuel M. Paley, marru 4, Münster, 2018, ISBN 978-3-96327-038-3
- mit Joachim Marzahn: Hauptsache Museum. Der Alte Orient im Fokus. Festschrift für Ralf-Bernhard Wartke, marru 6, Münster, 2018, ISBN 978-3-96327-036-9